# Fatti e fattacci
Fatti e fattacci va ser un programa de televisió de varietat emès en quatre episodis el 1975 (del 15 de febrer al 15 de març) a la tarda-nit pel Programma Nazionale i conduït per Gigi Proietti i Ornella Vanoni. Els autors eren Antonello Falqui i Roberto Lerici, mentre que el director fou Antonello Falqui. La música original de Bruno Canfora i l'escenografia de Carlo Cesarini da Senigallia.
El programa era basat en les cançons proposades per Proietti i per Vanoni, que interpretaven la part de dues cantastòries que recorrien Itàlia amb una companyia d'acròbates aturant-se a la plaça d'una ciutat. Cada episodi estava dedicat a una ciutat italiana. En els quatre episodis del programa, les ciutats que van visitar la companyia d'actors errants van ser Roma, Milà, Nàpols i Palerm. Els dos prsentadors van oferir cançons de tradició popular i d'altres.
El programa es va reprendre en color, tot i que en aquell moment els espectadors el veien en blanc i negre ja que la televisió en color (és a dir, els dispositius capaços de rebre el senyal de televisió en color) es van comercialitzar l'any següent.
El programa va guanyar la Rose d'Or de Montreux de 1975.